# Diaea albolimbata
Diaea albolimbata là một loài nhện trong họ Thomisidae.
Loài này thuộc chi Diaea. Diaea albolimbata được Ludwig Carl Christian Koch miêu tả năm 1875.